# Kumar Sangakkara
Kumar Chokshanada Sangakkara (ur. 27 października 1977 w Matale) – lankijski krykiecista, all-rounder (wicket-keeper/batsman), wieloletni reprezentant kraju, także jako kapitan.
W barwach Sri Lanki rozegrał 129 meczów testowych, 383 meczów jednodniowych i 56 meczów Twenty20. Jest rekordzistą kadry narodowej pod względem liczby punktów zdobytych w meczach testowych (11 994 - 5. wynik na świecie) oraz liczbie meczów z co najmniej 200 punktami w inningsie (10, drugi wynik na świecie). Swój rekord punktowy - 319 - uzyskał w lutym 2014 roku w meczu przeciwko Bangladeshowi. Podczas tego samego spotkania uzyskał 424 punkty w obu inningsach, co jest 3. wynikiem wszech czasów.
W 2010 roku wybrany przez ESPN Cricinfo do lankijskiej jedenastki wszech czasów.